# Ménehould
Ménehould est une sainte de l'Église catholique qui a donné son nom à la ville de Sainte-Menehould en Champagne.

## Biographie-Hagiographie
On trouvera principalement des informations sur la vie de Sainte Ménehould dans le livre de Claude Buirette, Histoire de la ville de Sainte-Ménehould et de ses environs ou dans le tome 12 des petits Bollandistes : vies des saints, de Monseigneur Paul Guérin.
Son prénom est orthographié aussi Manechilde (en latin Manechildis) ou Manehould.

### Perthes
Ménehould naquit dans la première moitié du Ve siècle à Perthes, village champenois situé près de Saint-Dizier. Elle était fille du gouverneur du Perthois, le comte Sigmarus (Sigmar) et la cadette des sept filles de Sygmarus et de Lintrude : 
Amée, 
Hoïlde, 
Lintrude, 
Pusinne, 
Francule, 
Libaire et 
Ménehould.
Élevées dans la piété chrétienne par le prêtre Eugène, elles auraient toutes pris le voile. L’évêque de Châlons Saint Alpin reçut leurs vœux.

### Château-sur-Aisne
Ménehould s'installa avec son père sur l'une de ses terres à Château-sur-Aisne, lieu marécageux où les habitants furent atteints d'une maladie contagieuse. Ménehould y prit la direction d'un hospice fondé grâce au don de deux juifs convertis. Elle y soigna les habitants avec beaucoup de dévouement. Château-sur-Aisne deviendra Sainte-Ménehould.

### La Neuville-au-Pont
Ménehould s'installa sur une colline nommée Côte-à-Vignes près de La Neuville-au-Pont. On lui attribue plusieurs guérisons miraculeuses. Elle y aurait fait jaillir une source miraculeuse en plantant son fuseau en terre.

### Bienville
Après la mort de ses parents, elle s'installa à Bienville sur l'une des terres de son père (lequel avait attribué un domaine à chacune de ses filles). Elle y finit sa vie, y serait morte, à un âge avancé, le 14 octobre de l'an 490 ou 499 ou 500 selon les textes.

## Culte et reliques
Son souvenir est attaché à la ville de Sainte-Menehould, à celle de La Neuville-au-Pont et au village de Bienville où elle mourut le 14 octobre, jour retenu pour sa fête.

## Iconographie
- Chapelle et église Sainte-Ménehould à Bienville
- Église Saint-Charles de Sainte-Ménehould qui abrite les reliques de la sainte[7]

## Autres
Le prénom de Ménehould serait porté par une dizaine de personnes en France,.